# Kladruby, Teplice
Kladruby là một làng thuộc huyện Teplice, vùng Ústecký, Cộng hòa Séc.